# Monster Energy Nascar Cup Series 2018
Monster Energy NASCAR Cup Series 2018 var den 70:e upplagan av den främsta divisionen av professionell stockcarracing i USA som arrangeras av National Association for Stock Car Auto Racing.
Säsongen startade på Daytona International Speedway med uppvisningsloppen Advance Auto Parts Clash 11 februari  och Can-Am Duel 15 februari, vilket även var slutkval för platserna 3-32 till den 60:e upplagan av Daytona 500. Säsongen avslutades 18 november på Homestead-Miami Speedway med Ford Ecoboost 400.  Mästerskapet vanns av Joey Logano och Team Penske.

## Tävlingskalender
| Nr                                                                                 | Officiellt namn                        | Bana                                                   | Datum           | Tid   | TV-kanal |
| ---------------------------------------------------------------------------------- | -------------------------------------- | ------------------------------------------------------ | --------------- | ----- | -------- |
|                                                                                    | Advance Auto Parts Clash               | Daytona International Speedway, Daytona Beach, Florida | 11 februari     | 15:00 | FS1      |
|                                                                                    | Can-Am Duel                            | Daytona International Speedway, Daytona Beach, Florida | 15 februari     | 19:00 | FS1      |
| 1                                                                                  | Daytona 500                            | Daytona International Speedway, Daytona Beach, Florida | 18 februari     | 14:30 | Fox      |
| 2                                                                                  | Folds of Honor QuikTrip 500            | Atlanta Motor Speedway, Hampton Georgia                | 25 februari     | 14:00 | Fox      |
| 3                                                                                  | Pennzoil 400                           | Las Vegas Motor Speedway, Las Vegas Nevada             | 4 mars          | 15:30 | Fox      |
| 4                                                                                  | Ticketguardian 500                     | ISM Raceway, Avondale, Arizona                         | 11 mars         | 15:30 | Fox      |
| 5                                                                                  | Auto Club 400                          | Auto Club Speedway, Fontana, Kalifornien               | 18 mars         | 15:30 | Fox      |
| 6                                                                                  | STP 500                                | Martinsville Speedway, Ridgeway, Virginia              | 25 26 marsa     | 14:00 | FS1      |
| 7                                                                                  | O'Reilly Auto Parts 500                | Texas Motor Speedway, Fort Worth, Texas                | 8 april         | 14:00 | Fox      |
| 8                                                                                  | Food City 500                          | Bristol Motor Speedway, Bristol, Tennessee             | 15-16 aprilb    | 14:00 | Fox      |
| 9                                                                                  | Toyota Owners 400                      | Richmond Raceway, Richmond, Virginia                   | 21 april        | 18:30 | Fox      |
| 10                                                                                 | GEICO 500                              | Talladega Superspeedway, Lincoln, Alabama              | 29 april        | 14:00 | Fox      |
| 11                                                                                 | AAA 400 Drive for Autism               | Dover International Speedway, Dover Delaware           | 6 maj           | 14:00 | FS1      |
| 12                                                                                 | KC Masterpiece 400                     | Kansas Speedway, Kansas City Kansas                    | 12 maj          | 20:00 | FS1      |
|                                                                                    | Monster Energy Open                    | Charlotte Motor Speedway, Concord, North Carolina      | 19 maj          | 18:00 | FS1      |
|                                                                                    | Monster Energy NASCAR All-Star Race    | Charlotte Motor Speedway, Concord, North Carolina      | 19 maj          | 20:00 | FS1      |
| 13                                                                                 | Coca-Cola 600                          | Charlotte Motor Speedway, Concord, North Carolina      | 27 maj          | 18:00 | Fox      |
| 14                                                                                 | Pocono 400                             | Pocono Raceway, Long Pond, Pennsylvania                | 3 juni          | 14:00 | FS1      |
| 15                                                                                 | Firekeepers Casino 400                 | Michigan International Speedway, Brooklyn, Michigan    | 10 juni         | 14:00 | Fox      |
| 16                                                                                 | Toyota/Save Mart 350                   | Sonoma Raceway, Sonoma, Kalifornien                    | 24 juni         | 15:00 | FS1      |
| 17                                                                                 | Overton's 400                          | Chicagoland Speedway, Joliet, Illinois                 | 1 juli          | 14:30 | NBCSN    |
| 18                                                                                 | Coke Zero Sugar 400                    | Daytona International Speedway, Daytona Beach, Florida | 7 juli          | 19:00 | NBC      |
| 19                                                                                 | Quaker State 400 presented by Walmart  | Kentucky Speedway, Sparta, Kentucky                    | 14 juli         | 19:30 | NBCSN    |
| 20                                                                                 | Foxwoods Resort Casino 301             | New Hampshire Motor Speedway, Loudon, New Hampshire    | 22 juli         | 14:00 | NBCSN    |
| 21                                                                                 | Gander Outdoors 400                    | Pocono Raceway, Long Pond, Pennsylvania                | 29 juli         | 14:30 | NBCSN    |
| 22                                                                                 | Go Bowling at The Glen                 | Watkins Glen International, Watkins Glen, New York     | 5 augusti       | 14:30 | NBCSN    |
| 23                                                                                 | Consumers Energy 400                   | Michigan International Speedway, Brooklyn, Michigan    | 12 augusti      | 14:30 | NBCSN    |
| 24                                                                                 | Bass Pro Shops NRA Night Race          | Bristol Motor Speedway, Bristol, Tennessee             | 18 augusti      | 19:30 | NBCSN    |
| 25                                                                                 | Bojangles' Southern 500                | Darlington Raceway, Darlington, South Carolina         | 2 september     | 18:00 | NBC      |
| 26                                                                                 | Big Machine Vodka 400 at the Brickyard | Indianapolis Motor Speedway, Speedway, Indiana         | 9 10 septemberc | 14:00 | NBCSN    |
| Nascar playoffs                                                                    |                                        |                                                        |                 |       |          |
| Första elimineringsrundan med 16 förare kvar med möjlighet att vinna mästerskapet. |                                        |                                                        |                 |       |          |
| 27                                                                                 | South Point 400                        | Las Vegas Motor Speedway, Las Vegas, Nevada            | 16 september    | 15:00 | NBC      |
| 28                                                                                 | Federated Auto Parts 400               | Richmond Raceway, Richmond, Virginia                   | 22 september    | 19:30 | NBCSN    |
| 29                                                                                 | Bank of America Roval 400              | Charlotte Motor Speedway, Concord, North Carolina      | 30 september    | 14:00 | NBC      |
| Andra elimineringsrundan med 12 förare kvar med möjlighet att vinna mästerskapet.  |                                        |                                                        |                 |       |          |
| 30                                                                                 | Gander Outdoors 400                    | Dover International Speedway, Dover, Delaware          | 7 oktober       | 14:00 | NBCSN    |
| 31                                                                                 | 1000bulbs.com 500                      | Talladega Superspeedway, Lincoln, Alabama              | 14 oktober      | 14:00 | NBC      |
| 32                                                                                 | Hollywood Casino 400                   | Kansas Speedway, Kansas City, Kansas                   | 21 oktober      | 14:00 | NBC      |
| Tredje elimineringsrundan med 8 förare kvar med möjlighet att vinna mästerskapet.  |                                        |                                                        |                 |       |          |
| 33                                                                                 | First Data 500                         | Martinsville Speedway, Ridgeway, Virginia              | 28 oktober      | 14:30 | NBCSN    |
| 34                                                                                 | AAA Texas 500                          | Texas Motor Speedway, Fort Worth, Texas                | 4 november      | 15:00 | NBC      |
| 35                                                                                 | Can-Am 500                             | ISM Raceway, Avondale, Arizona                         | 11 november     | 14:30 | NBC      |
| Finallopp med 4 förare kvar med möjlighet att vinna mästerskapet.                  |                                        |                                                        |                 |       |          |
| 36                                                                                 | Ford Ecoboost 400                      | Homestead-Miami Speedway, Homestead, Florida           | 18 november     | 14:30 | NBC      |

- ^a  – Loppet framskjutet från söndag till måndag på grund av ett lätt snöfall under lördagen.
- ^b  – Loppet startade på söndagen och avslutades på måndagen på grund av regnavbrott.
- ^c  – Loppet framskjutet från söndag till måndag på grund av ett oväder som följde i efterdyningarna av tropiska stormen Gordon.

## Resultat
| Nr | Tävling                                | Pole position    | Flest ledda varv          | Vinnare            | Konstruktör | Rapport |
| -- | -------------------------------------- | ---------------- | ------------------------- | ------------------ | ----------- | ------- |
|    | Advance Auto Parts Clash               | Austin Dillon    | Brad Keselowski           | Brad Keselowski    | Ford        | Rapport |
|    | Can-Am Duel 1                          | Alex Bowman      | Joey Logano               | Ryan Blaney        | Ford        | Rapport |
|    | Can-Am Duel 2                          | Denny Hamlin     | Chase Elliott             | Chase Elliott      | Chevrolet   | Rapport |
| 1  | Daytona 500                            | Alex Bowman      | Ryan Blaney               | Austin Dillon      | Chevrolet   | Rapport |
| 2  | Folds of Honor Quiktrip 500            | Kyle Busch       | Kevin Harvick             | Kevin Harvick      | Ford        | Rapport |
| 3  | Pennzoil 400                           | Ryan Blaney      | Kevin Harvick             | Kevin Harvick      | Ford        | Rapport |
| 4  | Ticketguardian 500                     | Martin Truex Jr. | Kyle Busch                | Kevin Harvick      | Ford        | Rapport |
| 5  | Auto Club 400                          | Martin Truex Jr. | Martin Truex Jr.          | Martin Truex Jr.   | Toyota      | Rapport |
| 6  | STP 500                                | Martin Truex Jr. | Clint Bowyer              | Clint Bowyer       | Ford        | Rapport |
| 7  | O'Reilly Auto Parts 500                | Kurt Busch       | Kyle Busch                | Kyle Busch         | Toyota      | Rapport |
| 8  | Food City 500                          | Kyle Busch       | Kyle Larson               | Kyle Busch         | Toyota      | Rapport |
| 9  | Toyota Owners 400                      | Martin Truex Jr. | Martin Truex Jr.          | Kyle Busch         | Toyota      | Rapport |
| 10 | GEICO 500                              | Kevin Harvick    | Joey Logano               | Joey Logano        | Ford        | Rapport |
| 11 | AAA 400 Drive for Autism               | Kyle Larson      | Kevin Harvick             | Kevin Harvick      | Ford        | Rapport |
| 12 | KC Masterpiece 400                     | Kevin Harvick    | Kyle Larson               | Kevin Harvick      | Ford        | Rapport |
|    | Monster Energy Open                    | Aric Almirola    | Daniel Suárez             | A. J. Allmendinger | Chevrolet   | Rapport |
|    | Monster Energy NASCAR All-Star Race    | Matt Kenseth     | Kevin Harvick             | Kevin Harvick      | Ford        | Rapport |
| 13 | Coca-Cola 600                          | Kyle Busch       | Kyle Busch                | Kyle Busch         | Toyota      | Rapport |
| 14 | Pocono 400                             | Ryan Blaney      | Kevin Harvick             | Martin Truex Jr.   | Toyota      | Rapport |
| 15 | Firekeepers Casino 400                 | Kurt Busch       | Kevin Harvick             | Clint Bowyer       | Ford        | Rapport |
| 16 | Toyota/Save Mart 350                   | Kyle Larson      | Martin Truex Jr.          | Martin Truex Jr.   | Toyota      | Rapport |
| 17 | Overton's 400                          | Paul Menard      | Kyle Busch                | Kyle Busch         | Toyota      | Rapport |
| 18 | Coke Zero Sugar 400                    | Chase Elliott    | Ricky Stenhouse Jr.       | Erik Jones         | Toyota      | Rapport |
| 19 | Quaker State 400                       | Martin Truex Jr. | Martin Truex Jr.          | Martin Truex Jr.   | Toyota      | Rapport |
| 20 | Foxwoods Resort Casino 301             | Kurt Busch       | Kurt Busch                | Kevin Harvick      | Ford        | Rapport |
| 21 | Gander Outdoors 400                    | Daniel Suarez    | Kyle Busch                | Kyle Busch         | Toyota      | Rapport |
| 22 | Go Bowling at The Glen                 | Denny Hamlin     | Chase Elliott             | Chase Elliott      | Chevrolet   | Rapport |
| 23 | Consumers Energy 400                   | Denny Hamlin     | Kevin Harvick             | Kevin Harvick      | Ford        | Rapport |
| 24 | Bass Pro Shops NRA Night Race          | Kyle Larson      | Ryan Blaney               | Kurt Busch         | Ford        | Rapport |
| 25 | Bojangles' Southern 500                | Denny Hamlin     | Kyle Larson               | Brad Keselowski    | Ford        | Rapport |
| 26 | Big Machine Vodka 400 at the Brickyard | Kyle Busch       | Clint Bowyer              | Brad Keselowski    | Ford        | Rapport |
| 27 | South Point 400                        | Eric Jones       | Clint Bowyer Denny Hamlin | Brad Keselowski    | Ford        | Rapport |
| 28 | Federated Auto Parts 400               | Kevin Harvick    | Martin Truex Jr.          | Kyle Busch         | Toyota      | Rapport |
| 29 | Bank of America Roval 400              | Kurt Busch       | Kyle Larson               | Ryan Blaney        | Ford        | Rapport |
| 30 | Gander Outdoors 400                    | Kyle Busch       | Kevin Harvick             | Chase Elliott      | Chevrolet   | Rapport |
| 31 | 1000bulbs.com 500                      | Kurt Busch       | Kurt Busch                | Aric Almirola      | Ford        | Rapport |
| 32 | Hollywood Casino 400                   | Joey Logano      | Joey Logano               | Chase Elliott      | Chevrolet   | Rapport |
| 33 | First Data 500                         | Kyle Busch       | Joey Logano               | Joey Logano        | Ford        | Rapport |
| 34 | AAA Texas 500                          | Ryan Blaney      | Kevin Harvick             | Kevin Harvick      | Ford        | Rapport |
| 35 | Can-Am 500                             | Kevin Harvick    | Kyle Busch                | Kyle Busch         | Toyota      | Rapport |
| 36 | Ford Ecoboost 400                      | Denny Hamlin     | Joey Logano               | Joey Logano        | Ford        | Rapport |